# Станнид палладия
Станнид палладия — бинарное интерметаллическое неорганическое соединение
палладия и олова
с формулой PdSn,
кристаллы.

## Получение
- Сплавление стехиометрических количеств чистых веществ:

{\displaystyle {\mathsf {Pd+Sn\ {\xrightarrow {810^{o}C}}\ PdSn}}}

## Физические свойства
Станнид палладия образует кристаллы
ромбической сингонии,
пространственная группа P nma,
параметры ячейки a = 0,647 нм, b = 0,650 нм, c = 1,720 нм,
структура типа фосфида марганца MnP
.
По другим данным
параметры ячейки a = 0,387 нм, b = 0,613 нм, c = 0,632 нм, Z = 4
структура типа борида марганца FeB
.
Соединение образуется по перитектической реакции при температуре 810°C .